# Aubrey Joseph

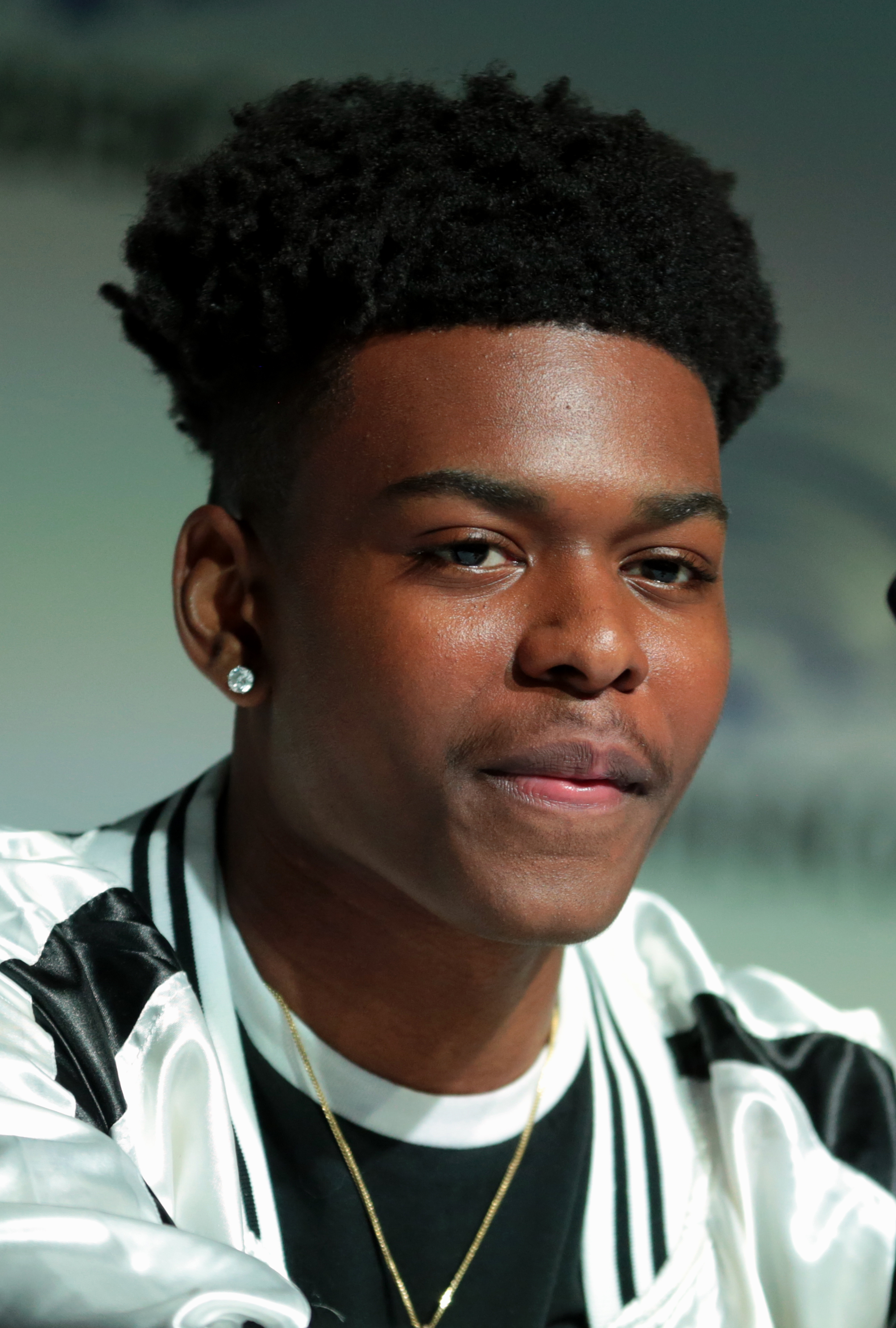
Aubrey Joseph

Aubrey Omari Joseph (* 26. November 1997 in Brooklyn) ist ein US-amerikanischer Rapper und Schauspieler. Bekanntheit erlangte er vor allem durch seine Darstellung des Tyrone Johnson alias Cloak in der Marvel-Serie Cloak & Dagger.

## Leben
Aubrey Joseph hat zwei Brüder. Er begann seine Schauspielkarriere auf der Bühne, indem er „Simba“ im Musical Der König der Löwen verkörperte. Seit 2013 war er in verschiedenen Film- und Fernsehproduktionen zu sehen. Im Jahr 2017 erhielt er die Rolle des „Cloak“ in der Marvel-Serie Cloak & Dagger. In dieser Serie, welche 2018 erschien, ist er zusammen mit Olivia Holt einer der beiden Protagonisten.
Zur Zeit studiert er an der University of Southern California.

## Filmografie (Auswahl)

### Film
- 2013: Plötzlich Gigolo (Fading Gigolo)
- 2015: Run All Night
- 2017: A Quaker Sound (Kurzfilm)
- 2022: The Inspection
- 2025: Highest 2 Lowest

### Fernsehen
- 2014: Death Pact
- 2014: Law & Order: Special Victims Unit (Folge „Amaro’s One-Eighty“)
- 2016: The Night Of – Die Wahrheit einer Nacht (3 Folgen)
- 2018–2019: Marvel’s Cloak & Dagger (20 Folgen)
- 2019: Marvel’s Runaways (2 Folgen)
- 2020: Little Fires Everywhere (1 Folge)